# Acrotaeniostola helvenaca
Acrotaeniostola helvenaca är en tvåvingeart som beskrevs av Ito 1984. Acrotaeniostola helvenaca ingår i släktet Acrotaeniostola och familjen borrflugor. Inga underarter finns listade i Catalogue of Life.